# Flunch
Flunch is een Franse keten van zelfbedieningsrestaurants. In Frankrijk zijn er meer dan 200 Flunch-restaurants. Het eerste restaurant werd in 1971 geopend in het winkelcentrum Englos in Rijsel. De keten heeft of had ook vestigingen in een reeks andere landen, waaronder Spanje, Portugal, Italië, Polen, Mongolië, Marokko, Finland, Zwitserland, België, het Verenigd Koninkrijk, en Rusland.

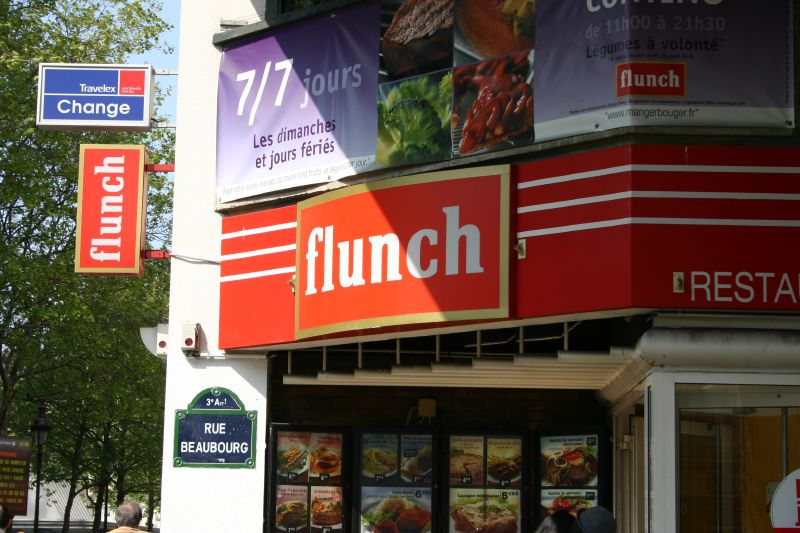
Flunch aan de Rue Beaubourg, Parijs
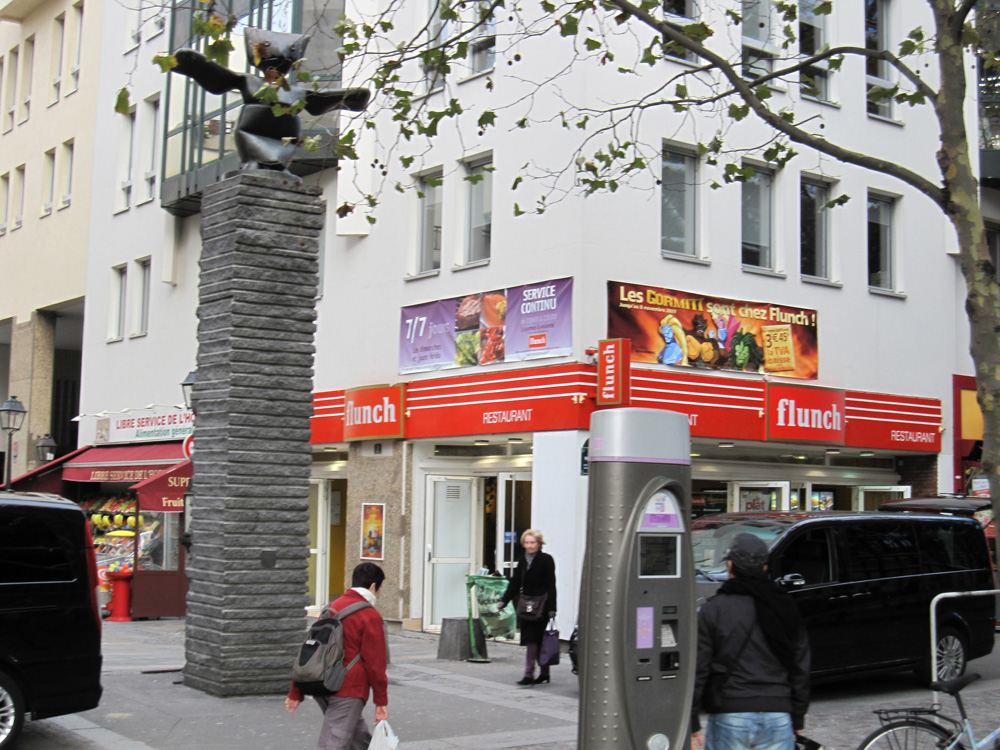
Flunch bij het Centre Pompidou, Parijs